# Chinesische Nationalspiele 2013/Badminton (Damenteam)
Bei den Chinesischen Nationalspielen 2013 wurden vom 1. bis zum 11. September
2013 in Liaoning im Badminton fünf Einzel- und zwei Teamwettbewerbe ausgetragen. Folgend die Ergebnisse der Damenteams.

## Endstand
| Platz  | Einheit              | Name |
| ------ | -------------------- | --- |
| Gold   | Volksbefreiungsarmee | Wang Xin (Liaoning) Zheng Yu Li Xuerui (Chongqing) Pan Pan (Hebei) Jiang Yanjiao (Jiangsu) Liu Xin (Guangdong) Xiong Ru (Guangdong) Shen Yaying (Fujian) Jia Xiao (Fujian) Feng Chen (Fujian) |
| Silber | Jiangsu              | Hui Xirui Tang Jinhua Wang Yan Xiong Mengjing Shao Jiahui Lu Lan Wang Shixian He Bingjiao Sun Xiaoli Cheng Shu                                                                                |
| Bronze | Guangdong            | Sun Yu Yao Xue Zhong Qianxin Mei Qili Deng Xuan Ou Dongni Xiao Ting Xia Jingyun He Jiaxin Chen Qingchen                                                                                       |
| 4      | Shandong             | Shuai Tiantian Wei Yaqi Liu Jie Zhao Xueyan Ma Jin Luo Ying Luo Yu Yang Yuting Wang Xiaoxing Wang Siyun                                                                                       |
| 5      | Peking               | Cai Yanyan Ding Kexin Fan Mengyan Zhang Jinkang Cao Tongwei Qi Xuefei Xie Jing Suo Di Chen Jiao Yu Xiaohan                                                                                    |
| 6      | Zhejiang             | Ling Ziqiao Wang Lin Jiang Tianjiao Du Peng Shao Jingjing Fan Hua Zhou Hui Li Xiao Huang Yaqiong Pan Beibei                                                                                   |
| 7      | Guangxi              | Yang Peiji Huang Kaili Lei Li Chen Xiaoxin Chen Jiayuan Lu Lu Deng Yuting Tang Yuanting Huang Mengmiao Xu Jiayun                                                                              |
| 8      | Liaoning             | Wei Bingchan Yu Yang Che Bowen Du Jing Su Lan Zhang Yeqi Liu Fanghua Xie Yang Diao Zhe Jia Lin                                                                                                |

## Ergebnisse

### Platz 1-4
|  | Halbfinale | Halbfinale           | Halbfinale |    |         | Finale               | Finale    | Finale    |
|  |            |                      |            |    |         |                      |           |           |
|  |            |                      |            |    |         |                      |           |           |
|  | E1         | Jiangsu              | 3          |    |         |                      |           |           |
|  | F2         | Shandong             | 1          |    |         |                      |           |           |
|  |            |                      |            | E1 | Jiangsu | 1                    |           |           |
|  |            |                      |            |    | E2      | Volksbefreiungsarmee | 3         |           |
|  | E2         | Volksbefreiungsarmee | 3          |    |         |                      |           |           |
|  | F1         | Guangdong            | 1          |    |         | Platz 3-4            | Platz 3-4 | Platz 3-4 |
|  |            |                      |            |    |         | F2                   | Shandong  | 1         |
|  | F1         | Guangdong            | 3          |    |         |                      |           |           |
|  |            |                      |            |    |         |                      |           |           |

### Platz 5-8
|  | Platz 5-8 | Platz 5-8 | Platz 5-8 |    |          | Platz 5-6 | Platz 5-6 | Platz 5-6 |
|  |           |           |           |    |          |           |           |           |
|  |           |           |           |    |          |           |           |           |
|  | E3        | Guangxi   | 2         |    |          |           |           |           |
|  | F4        | Zhejiang  | 3         |    |          |           |           |           |
|  |           |           |           | F4 | Zhejiang | 2         |           |           |
|  |           |           |           |    | F3       | Peking    | 3         |           |
|  | E4        | Liaoning  | 2         |    |          |           |           |           |
|  | F3        | Peking    | 3         |    |          | Platz 7-8 | Platz 7-8 | Platz 7-8 |
|  |           |           |           |    |          | E3        | Guangxi   | 3         |
|  | E4        | Liaoning  | 2         |    |          |           |           |           |
|  |           |           |           |    |          |           |           |           |

### Platz 9-12
|  | Platz 9-12 | Platz 9-12 | Platz 9-12 |    |       | Platz 9-10  | Platz 9-10  | Platz 9-10  |
|  |            |            |            |    |       |             |             |             |
|  |            |            |            |    |       |             |             |             |
|  | E5         | Hubei      | 3          |    |       |             |             |             |
|  | F6         | Sichuan    | 1          |    |       |             |             |             |
|  |            |            |            | E5 | Hubei | 0           |             |             |
|  |            |            |            |    | F5    | Shanghai    | 3           |             |
|  | E6         | Hongkong   | 1          |    |       |             |             |             |
|  | F5         | Shanghai   | 3          |    |       | Platz 11-12 | Platz 11-12 | Platz 11-12 |
|  |            |            |            |    |       | F6          | Sichuan     | 3           |
|  | E6         | Hongkong   | 0          |    |       |             |             |             |
|  |            |            |            |    |       |             |             |             |